# Andrajos

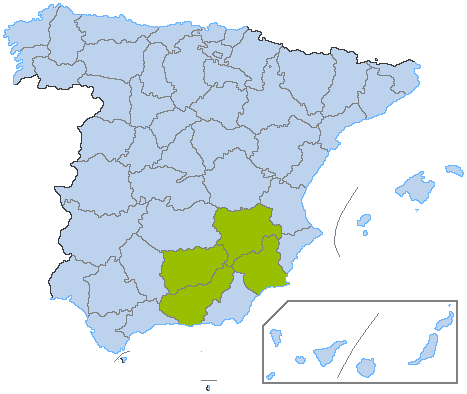
Àrea de consum.

Andrajos és un plat típic de la província  Jaén, Albacete, la província de Granada i Múrcia, Espanya.
Consisteix d'un estofat de tomaca, ceba, all, pebrot roig i conill, espessit amb farina per pastís. És un plat de la població rural i, en general es consumeix a l'hivern. Variants del plat es deriven del tipus de carn utilitzada. La llebre i el bacallà s'utilitzen sovint en comptes de conill.